# Purchawka czarniawa
Purchawka czarniawa (Lycoperdon nigrescens Pers.) – gatunek grzybów z rodziny purchawkowatych (Lycoperdaceae).

## Systematyka i nazewnictwo
Pozycja w klasyfikacji według Index Fungorum: Lycoperdon, Lycoperdaceae, Agaricales, Agaricomycetidae, Agaricomycetes, Agaricomycotina, Basidiomycota, Fungi.
Synonimy naukowe:

- Lycoperdon album var. nigrescens (Pers.) Pers. 1801
- Lycoperdon foetidum Bonord. 1851
- Lycoperdon foetidum Bonord. 1851 var. foetidum
- Lycoperdon foetidum var. peckii (J.B. Morgan) Demoulin 1979
- Lycoperdon peckii J.B. Morgan
- Lycoperdon perlatum var. peckii (Morgan) Bowerman 1961
- Lycoperdon perlatum ß nigrescens Pers. 1801[2].

Nazwę polską nadała Halina Rudnicka-Jezierska w 1991 r. W polskim piśmiennictwie mykologicznym gatunek ten opisywany był także jako purchawka cuchnąca i purchawka odraźliwa.

## Morfologia
Owocnik
Średnica do 4 cm, wysokość 3–6 cm, kształt kulisty lub gruszkowaty. U podstawy występuje pęk strzępek. Powierzchnia matowa, papierowata, o barwie od kremowej do szarobrązowej. Pokryta jest licznymi, dużymi kolcami, które od samego początku są ciemne; u młodych owocników jasnobrązowe, u starszych brązowe. Kolce mają wysokość 2–3 mm i wyrastają na stożkach o czarniawych wierzchołkach.Po odpadnięciu kolców na endoperydium pozostaje siateczkowata struktura (podobnie, jak u purchawki chropowatej).
Gleba jest początkowo żółtooliwkowa, potem staje się brązowa. Podglebie początkowo jasnobrązowe, potem szarobrązowe z oliwkowym lub fioletowym odcieniem. Tworzy stosunkowo duże komory z dobrze wykształconą kolumellą.
Posiada nieprzyjemny, metaliczny zapach.
Cechy mikroskopowe
Zarodniki kuliste, jasnobrązowe, o powierzchni niemal gładkiej lub nieco brodawkowanej. Mają rozmiar 3,4–4,8 μm. Pomiędzy zarodnikami występują połamane sterygmy. Włośnia jest rozgałęziona dichotomicznie, ma grubość 0,7–0,9 μm, jest średnio grubościenna, rzadko septowana, posiada jamki.

## Występowanie i siedlisko
Występuje w Ameryce Północnej, w Europie oraz w Japonii. W polskich Tatrach dochodzi aż po piętro kosodrzewiny.
Pojawia się w różnorodnych lasach i zaroślach, rzadziej na łąkach. Rośnie na ziemi, często wśród opadłych igieł drzew. Owocniki wytwarza od sierpnia do listopada. W Polsce jest dość rzadka.

## Znaczenie
Naziemny grzyb saprotroficzny. Jak wszystkie gatunki purchawek jest jadalna za młodu, ten gatunek purchawki jednak szybko staje się nieprzydatny do spożycia ze względu na nieprzyjemny zapach.